# Samuel Baeck
Samuel Baeck (geboren 1. April 1834 in Kromau, Mähren; gestorben 16. Mai 1912 in Lissa, Provinz Posen) war Rabbiner und Historiker.

## Leben
Im Jahr 1853 legte er in Pressburg sein Abitur ab, studierte an den Talmudhochschulen in Nikolsburg und Pressburg, dann an der Universität Wien Orientalia und Philosophie, promovierte 1856 in Leipzig (Die Cultur der alten Indier im Vergleich mit der Cultur der Hebraeer), wurde 1857 Rabbiner in Schaffa, war seit 1860 Rabbiner in Böhmisch Leipa und seit 1864 Rabbiner und Religionslehrer in Lissa, wo er 48 Jahre wirkte. Besonderen Anteil hatte Baeck an der Einführung des jüdischen Religionsunterrichts an den höheren Schulen Preußens.
Samuel Baeck war Sohn des Rabbiners Nathan Baeck (geb. 1810, gest. nach 1869). Er war mit Eva Placzek, einer Tochter des Brünner Rabbiners Abraham Placzek, verheiratet, eines ihrer Kinder war der Rabbiner Leo Baeck.

## Werk
Er war Mitarbeiter am Sammelwerk Winter-Wünsche (Die jüdische Literatur seit Abschluss des Kanons) und schrieb u. a. Die Geschichte des jüdischen Volkes und seiner Literatur vom babylonischen Exile bis auf die Gegenwart (Lissa 1878; 3. Aufl. Frankfurt am Main 1906).

## Auszeichnung
1903 erhielt er in Anerkennung seiner Verdienste in Preußen den Roten Adlerorden.